# Derbi murciano
El derbi murciano, o derbi de la Región de Murcia, es el nombre que reciben los partidos de fútbol que disputan entre sí los clubes radicados en las localidades españolas de Cartagena y Murcia, pertenecientes ambas a la comunidad autónoma de la Región de Murcia. Los clásicos se celebran principalmente entre las entidades más eminentes de las dos ciudades, el Real Murcia Club de Fútbol y el Fútbol Club Cartagena (anteriormente el Cartagena FC). Los encuentros entre estos dos equipos normalmente son declarados de alto riesgo debido a la tensa rivalidad existente entre los ciudadanos de ambas ciudades.  